# Carlton Morris
Carlton John Morris (sinh ngày 16 tháng 12 năm 1995) là một cầu thủ bóng đá chuyên nghiệp người Anh thi đấu ở vị trí tiền đạo cho câu lạc bộ Luton Town tại Premier League.